# Moissei Iossifowitsch Kalmanowitsch
Moissei Iossifowitsch Kalmanowitsch (russisch Моисей Иосифович Калманович; * 1888 in Rybinskoje, Ujesd Kansk, Gouvernement Jenisseisk; † 27. November 1937) war ein sowjetischer Staats- und Parteifunktionär. Er war Vorsitzender der Gosbank und Volkskommissar für die Sowchosen der UdSSR.

## Leben
Kalmanowitsch, Sohn eines jüdischen Kaufmanns, war seit 1904 Mitglied der Partei der Sozialrevolutionäre und seit 1917 Mitglied der Sozialdemokratischen Arbeiterpartei Russlands (Bolschewiki). 1914 wurde er zum Kriegsdienst in die Russische Armee eingezogen. 1917 wurde er Mitglied des Exekutivkomitees der Westfront und des Nordwestlichen Oblastkomitees der SDAPR (B). 
Kalmanowitsch war auch Mitglied des Revolutionären Militärausschusses der Nordwestlichen Oblast und der Westfront. Beim Ausbruch der Oktoberrevolution gehörte er dem Revolutionären Militärkomitee von Minsk an. 1918 war er Lebensmittelkommissar der Westlichen Oblast. Von Januar bis April 1918 war er Vorsitzender des Rates der Volkskommissare der Westlichen Oblast, dann Mitglied des Smolensker Gouvernementskomitees der RKP (B). Ab Dezember 1918 war er Mitglied des ZK der KP Weißrusslands und ab Februar 1919 Stellvertretender Vorsitzender des Zentralen Exekutivkomitees der Weißrussischen SSR. Am 28. Februar 1919 wurde er zum Volkskommissar für Ernährung der Litauisch-Weißrussischen SSR ernannt. Seit März 1919 war er Mitglied des ZK und des Zentralbüros des ZK der KP Litauens und Weißrusslands. Von Oktober 1919 bis Januar 1920 wirkte er als Vorsitzender der Expertenkommission für Ernährung der Westfront. 
Im Februar 1920 wurde er zum Stellvertretenden Volkskommissar für Ernährung der Ukrainischen SSR ernannt. Anschließend war er von 1920 bis 1922 Vorsitzender des sibirischen Lebensmittelkomitees. Vom April bis Dezember 1922 wirkte er als Stellvertretender Volkskommissar für Ernährung der Ukrainischen SSR. Im Dezember 1922 wurde er Vorsitzender des Vorstandes des Allukrainischen Kongresses der Genossenschaften.
Von Juli 1923 bis Mai 1924 war er Volkskommissar für Ernährung der RSFSR sowie stellvertretender Volkskommissar für Ernährung der UdSSR. Von 1924 bis 1927 war er Vorsitzender des Vorstandes des Sacharotrusts (russisch Сахаротрест), des Trusts für Zucker. 1927/1928 wirkte er als Vorsitzender des Vorstandes der Industriebank der UdSSR. Ab 1928 war Kalmanowitsch Mitglied des Vorstandes und Leiter des Volkskommissariats der Arbeiter-und-Bauern-Inspektion der UdSSR. Von Juni 1928 bis Dezember 1929 war er Vorsitzender des Sernotrusts (russisch Зернотрест), des Trusts der Weizenproduktion, und dann von Dezember 1929 bis Oktober 1930 Stellvertretender Volkskommissar für Landwirtschaft der UdSSR. Von Oktober 1930 bis April 1934 war er Vorsitzender des Vorstandes der Staatsbank der UdSSR. Von November 1930 bis April 1934 fungierte er zudem als Stellvertretender Volkskommissar für Finanzen der UdSSR. Von April 1934 bis April 1937 war er Volkskommissar für die Sowchosen der UdSSR.
Von Dezember 1927 bis Juni 1930 war Kalmanowitsch Mitglied der Zentralen Kontrollkommission der KPdSU (B), von Juli 1930 bis Juni 1937 war er Kandidat des ZK der KPdSU (B).
Am 11. Juni 1937 wurde Kalmanowitsch im Rahmen der Stalinschen Säuberungen verhaftet und am 27. November 1937 erschossen. 1956 wurde er von der Partei rehabilitiert.